# Arts & Humanities Citation Index
Arts & Humanities Citation Index (A&HCI), znany również jako Arts & Humanities Search – indeks cytowań, z abstrakcją i indeksacją dla ponad 1700 czasopism artystycznych i humanistycznych, oraz zakresem dyscyplin obejmujących czasopisma społeczne i przyrodnicze. Część tej bazy danych pochodzi z rekordów Current Contents. Co więcej, odpowiednikiem drukowanym jest Current Contents.
Tematyka obejmuje sztuki, nauki humanistyczne, język (w tym językoznawstwo), poezję, muzykę, dzieła klasyczne, historię, orientalistykę, filozofię, archeologię, architekturę, religię, telewizję, teatr i radio.
Dostępne cytaty (źródłowe) obejmują artykuły, listy, artykuły redakcyjne, streszczenia spotkań, erraty, wiersze, opowiadania, sztuki teatralne, partytury, fragmenty książek, chronologie, bibliografie i filmografie, a także cytaty do recenzji książek, filmów, muzyki i spektakli teatralnych.
Dostęp do tej bazy danych można uzyskać online poprzez Web of Science. Zapewnia ona dostęp do aktualnych i retrospektywnych informacji bibliograficznych i cytowanych odniesień. Obejmuje ona również indywidualnie wybrane, istotne pozycje z około 1200 tytułów, głównie czasopism artystycznych i humanistycznych, ale z nieokreśloną liczbą tytułów z innych dyscyplin.
Nagrania do Thomson Reuters, the Arts & Humanities Search, są dostępne poprzez Dialog, DataStar i OCLC, z cotygodniowymi aktualizacjami i kopiami zapasowymi do 1980 roku.
Naukowiec Rainer Enrique Hamel skrytykował indeks cytatów z dziedziny sztuki i nauk humanistycznych za słabe odzwierciedlenie produkcji naukowej w językach innych niż angielski. Również analizując wyłącznie treści w języku hiszpańskim z 2006 r. Hamel stwierdził absurdalną sytuację, w której w indeksie znalazło się więcej hiszpańskojęzycznych publikacji autorów z siedzibą w Stanach Zjednoczonych niż z jakiegokolwiek innego kraju hiszpańskojęzycznego.

## Historia
Indeks ten został pierwotnie opracowany przez Institute for Scientific Information, a następnie przejęty przez Thomson Scientific. Obecnie jest on publikowany przez dział IP & Science firmy Thomson Reuters.